# Абецедариј
Абецедариј (лат. abecedarius — који се односи на абецеду, тј. алфабет), појам са вишеструком употребом. Означава буквар, затим сваки попис имена, појмова и др. поређаних абецедним редом (као регистри правних књига у 14. и 15. вијеку), најзад абецедни акростих, Abecedarii, тј псалми или химне у хришћанској литератури, поређани по абецедном реду, нпр. Августинов псалам Contra partem dominati из 4. вијека.